# Вьошки (присілок)
Вьо́шки (рос. Вьошки) — присілок у складі Митищинського міського округу Московської області, Росія.

## Населення
Населення — 92 особи (2010; 231 у 2002).
Національний склад (станом на 2002 рік):
- росіяни — 83 %